# Rouessé-Fontaine
 Rouessé-Fontaine  es una población y comuna francesa, situada en la región de Países del Loira, departamento de Sarthe, en el distrito de Mamers y cantón de Saint-Paterne.

## Demografía
| 346 | 316 | 274 | 256 | 207 | 222 |
| Para los censos de 1962 a 1999 la población legal corresponde a la población sin duplicidades (Fuente: INSEE [Consultar]) |     |     |     |     |     |